# Gert Wiesenegger

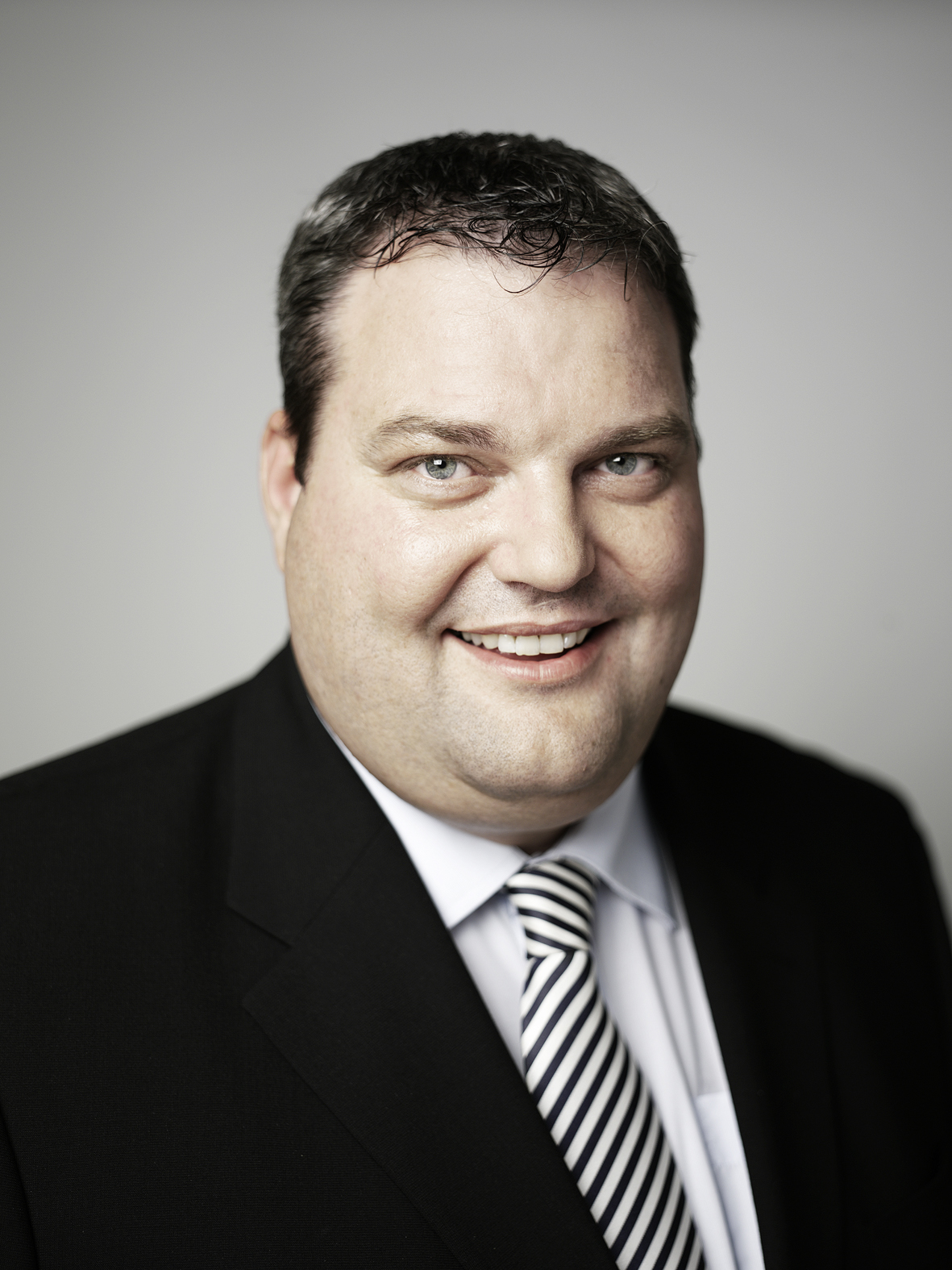
Gert Wiesenegger (2010)

Gert Wiesenegger (* 23. November 1970 in Dornbirn) ist ein österreichischer Politiker (ÖVP) und Geschäftsführer. Er war von 2009 bis 2014 Abgeordneter zum Vorarlberger Landtag.
Wiesenegger besuchte die Volks- und Hauptschule in Klaus und absolvierte danach den Polytechnischen Lehrgang. Er begann danach eine Lehre als Kunststofftechniker bei der Firma Scheyer Verpackungstechnik und absolvierte zudem mehrere Auslandsaufenthalte. Derzeit ist Wiesenegger als Geschäftsführer der Firma Scheyer Verpackungstechnik aktiv. 
Politisch engagiert sich Wiesenegger seit 2000 in der ÖVP. Er ist seit 2000 Gemeinderat in Klaus und wurde 2005 zum Vizebürgermeister gewählt. Am 4. November 2009 wurde Gert Wiesenegger als Nachrückerkandidat der ÖVP im Vorarlberger Landtag angelobt. Nach der Landtagswahl 2014 schied er am 15. Oktober 2014 aus dem Landtag aus. 
Wiesenegger ist verheiratet und lebt in Klaus.